# Bossekia deliciosa
Bossekia deliciosa là loài thực vật có hoa trong họ Hoa hồng. Loài này được (Torr.) A. Nelson mô tả khoa học đầu tiên năm 1909.